# جنوب شرق أوروبا

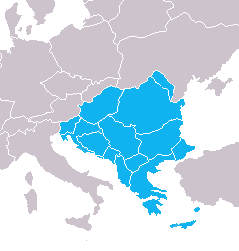
جنوب شرق أوروبا، وفقًا لأوسع التعريفات

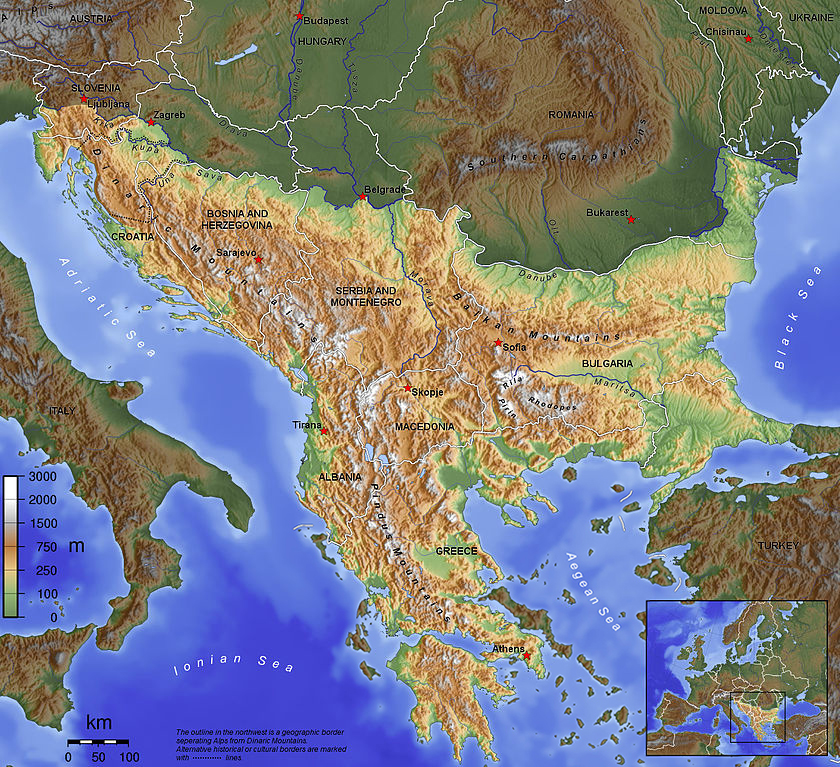
شبه جزيرة البلقان، كما يتم تعريفها بواسطة خط الدانوب-سافا-كوبا

جنوب شرق أوروبا هي منطقة سياسية وجغرافية في أوروبا، تتكون أساساً من شبه جزيرة البلقان. والدول ذات السيادة التي يتم تضمينها عادة في جنوب شرق أوروبا هي بالترتيب الأبجدي 14 دولة: ألبانيا، البوسنة والهرسك، بلغاريا، كرواتيا، قبرص، اليونان، جمهورية كوسوفو، مولدوفا، جمهورية مقدونيا، الجبل الأسود، رومانيا، المجر, صربيا، سلوفينيا وتركيا. ويمكن لهذه الحدود أن تختلف كثيراً بسبب الاعتبارات السياسية والاقتصادية والتاريخية والثقافية والجغرافية للمراقب.

## تعريف
كان أول استخدام معروف لمصطلح «جنوب شرق أوروبا» كتبه الباحث النمساوي يوهان جورج فون هان (1811 - 1869) كمصطلح أوسع من مصطلح «البلقان» التقليدي.

### نموذج البلقان

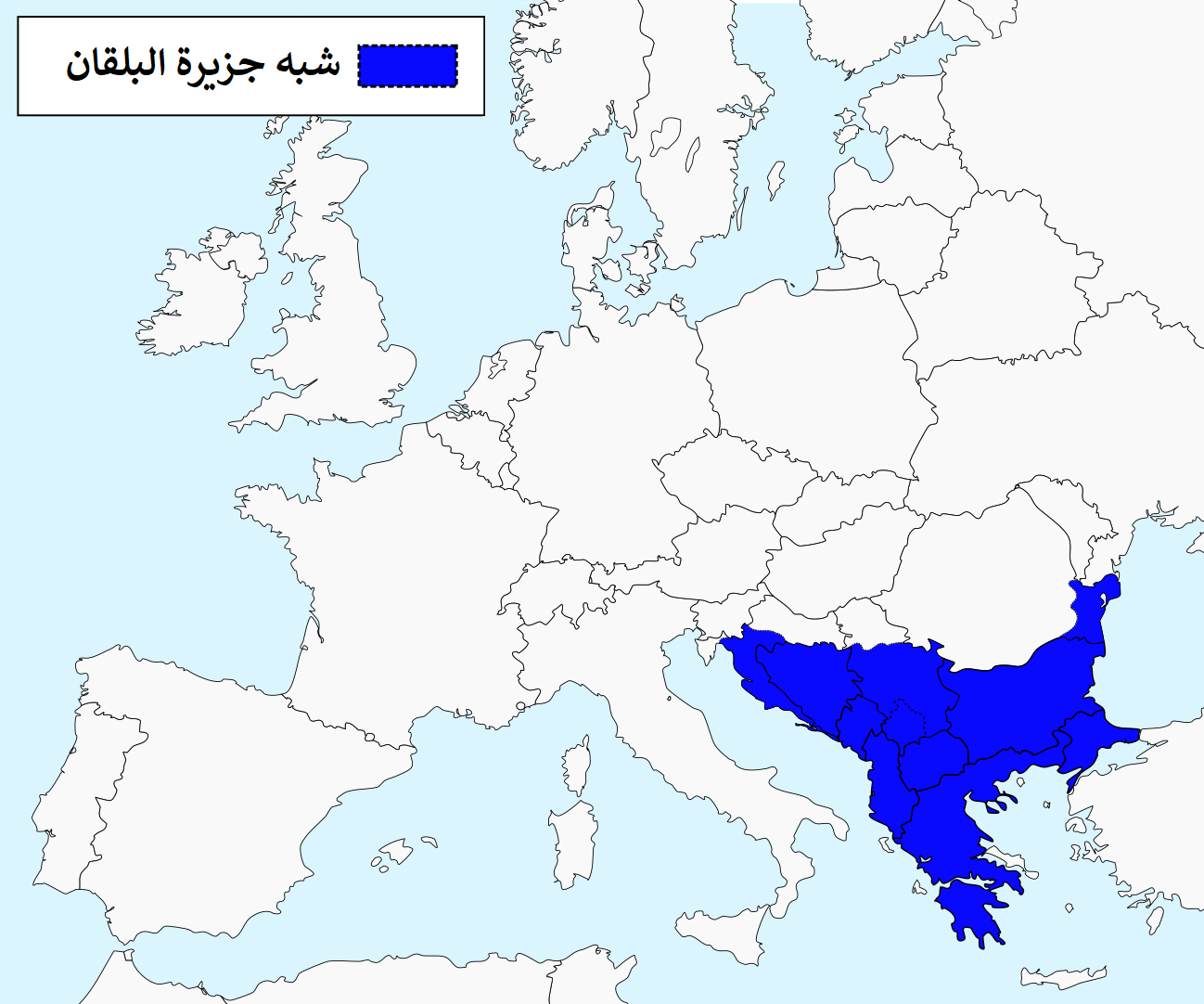
شبه جزيرة البلقان، كما هي محددة بخط أنهار: الدانوب، سافا، كوبا

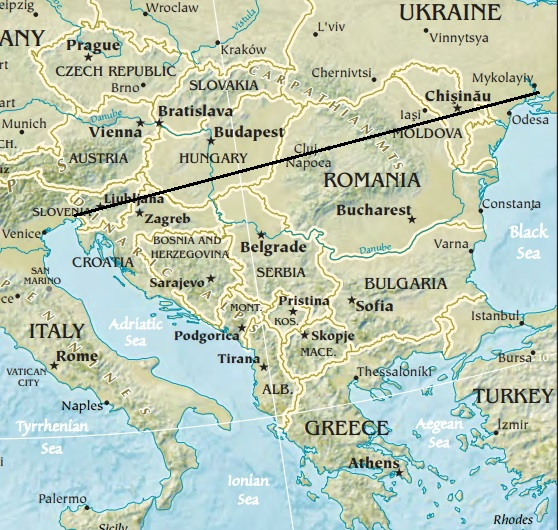
شبه جزيرة البلقان، كما يتم تعريفها كالمسافة بين البحر الأدرياتيكي والبحر الأسود

### دول جنوب شرق أوروبا
- ألبانيا
- البوسنة والهرسك
- بلغاريا
- كرواتيا[2][3][4]
- قبرص[5][6]
- اليونان
- كوسوفو
- مقدونيا
- مولدوفا
- الجبل الأسود
- رومانيا
- المجر
- صربيا
- سلوفينيا
- تركيا